# چهل و دومین دوره جوایز اسکار
چهل و دومین دوره مراسم اعطای جوایز اسکار (انگلیسی: 42nd Academy Awards) در روز سه شنبه ۷ آوریل ۱۹۷۰ در دوروتی چندلر پاویون لوس آنجلس برگزار شد. در این مراسم بهترین فیلم‌های سال ۱۹۶۹ جهان به انتخاب آکادمی علوم و هنرهای تصاویر متحرک جایزه گرفتند.
کوئینسی جونز مجری این مراسم بود.

## جوایز
برندگان نخست و در حروف برجسته پررنگ فهرست شده‌اند.
| جایزه اسکار بهترین فیلم | جایزه اسکار بهترین کارگردانی |
| --- | --- |
| - کابوی نیمه‌شب - یک هزار روز از آن - بوچ کسیدی و ساندنس کید - سلام، دالی! - زد | - جان شلزینجر - کابوی نیمه‌شب - آرتور پن - Alice's Restaurant - جرج روی هیل - بوچ کسیدی و ساندنس کید - سیدنی پولاک - مگر آن‌ها اسب‌ها را خلاص نمی‌کنند؟ - کوستا گاوراس - زد |
| جایزه اسکار بهترین بازیگر نقش اول مرد | جایزه اسکار بهترین بازیگر نقش اول زن |
| - جان وین - شجاعت واقعی در نقش Rooster Cogburn - ریچارد برتون - یک هزار روز از آن در نقش هنری هشتم - داستین هافمن - کابوی نیمه‌شب در نقش Enrico "Ratso" Rizzo - پیتر اوتول - خداحافظ، آقای چپیس در نقش Arthur Chipping - جان ویت - کابوی نیمه‌شب در نقش Joe Buck | - مگی اسمیت - بهار زندگی دوشیزه جین برودی (فیلم) در نقش Jean Brodie - جنویو بوژو - یک هزار روز از آن در نقش آن بولین - جین فوندا - مگر آن‌ها اسب‌ها را خلاص نمی‌کنند؟ در نقش Gloria Beatty - لایزا مینلی - فاخته نازا در نقش Mary Ann "Pookie" Adams - جین سیمونز - پایان خوش در نقش Mary Wilson                                              |
| جایزه اسکار بهترین بازیگر نقش مکمل مرد | جایزه اسکار بهترین بازیگر نقش مکمل زن |
| - گیگ یانگ - مگر آن‌ها اسب‌ها را خلاص نمی‌کنند؟ در نقش Rocky - راپرت کراس - The Reivers در نقش Ned - الیوت گولد - باب و کارول و تد و آلیس در نقش Ted - جک نیکلسون - ایزی رایدر در نقش George Hanson - آنتونی کوایلی - یک هزار روز از آن در نقش تامس وولسی | - گلدی هان - گل کاکتوس در نقش Toni Simmons - کاترین بورنز - تابستان گذشته در نقش Rhoda - دیان کنون - باب و کارول و تد و آلیس در نقش Alice Henderson - سیلویا مایلز - کابوی نیمه‌شب در نقش Cass - سوزانا یورک - مگر آن‌ها اسب‌ها را خلاص نمی‌کنند؟ در نقش Alice LeBlanc                                                                         |
| جایزه اسکار بهترین فیلم‌نامه غیراقتباسی | جایزه اسکار بهترین فیلم‌نامه اقتباسی |
| - بوچ کسیدی و ساندنس کید - ویلیام گولدمن - باب و کارول و تد و آلیس - پل مازورسکی و Larry Tucker - The Damned - نیکلا بدالوکو, Enrico Medioli و لوکینو ویسکونتی - ایزی رایدر - پیتر فوندا، دنیس هاپر و Terry Southern - این گروه خشن - والون گرین، Roy N. Sickner و سام پکینپا | - کابوی نیمه‌شب - والدو سالت - یک هزار روز از آن - John Hale, Bridget Boland و Richard Sokolove - خدانگهدار کولمبوس - آرنولد شولمن - مگر آن‌ها اسب‌ها را خلاص نمی‌کنند؟ - جیمز پو و Robert E. Thompson - زد - خورخه سمپرون و کوستا گاوراس |
| جایزه اسکار بهترین فیلم مستند | Best Documentary Short |
| - آرتور روبینشتاین – عشق به زندگی - Before the Mountain Was Moved - In the Year of the Pig - Olimpiada en México - The Wolf Men | - چکسلواکی ۱۹۶۸ - Denis Sanders و Robert M. Fresco, Producers - An Impression of John Steinbeck: Writer - Jenny Is a Good Thing - Leo Beuerman - The Magic Machines |
| جایزه اسکار بهترین فیلم کوتاه | جایزه اسکار بهترین پویانمایی کوتاه |
| - The Magic Machines - Joan Keller Stern - Blake - هیئت ملی فیلم کانادا - Doug Jackson - People Soup - Marc Merson | - It's Tough to Be a Bird - شرکت والت دیزنی، استودیو سینمایی والت دیزنی - وارد کیمبل - Of Men and Demons - Hubley Studios, پارامونت پیکچرز - John Hubley و Faith Hubley - پیاده‌روی - هیئت ملی فیلم کانادا, کلمبیا پیکچرز - Ryan Larkin |
| جایزه اسکار بهترین موسیقی فیلم | جایزه اسکار بهترین موسیقی فیلم |
| - بوچ کسیدی و ساندنس کید – برت بکراک - یک هزار روز از آن – ژرژ دلرو - The Reivers – جان ویلیامز - راز سانتا ویتوریا – ارنست گلد - این گروه خشن – جری فیلدینگ | - سلام، دالی! – Adaptation score by لنی هیتون و لایونل نیومن - خداحافظ، آقای چپیس – Music and lyrics by لسلی بریکوس; adaptation score by جان ویلیامز - واگنت را رنگ کن – Adaptation score by نلسون ریدل - Sweet Charity – Adaptation score by سی کولمن - مگر آن‌ها اسب‌ها را خلاص نمی‌کنند؟ – Adaptation score by جانی گرین و Albert Woodbury |
| جایزه اسکار بهترین ترانه | Best Sound Mixing |
| - بوچ کسیدی و ساندنس کید - برت بکراک و هل دیوید for the song "Raindrops Keep Fallin' on My Head" - "Come Saturday Morning" — فاخته نازا • موسیقی: فرد کارلین • ترانه: Dory Previn - "Jean" — بهار زندگی دوشیزه جین برودی (فیلم) • Music and ترانه: Rod McKuen - "True Grit" — شجاعت واقعی • موسیقی: المر برنستاین • ترانه: Don Black - "What Are You Doing the Rest of Your Life?" — پایان خوش • موسیقی: میشل لوگران • ترانه: الن برگمن و الن برگمن | - سلام، دالی! - Jack Solomon و Murray Spivack - یک هزار روز از آن - John Aldred - بوچ کسیدی و ساندنس کید - William Edmondson و David Dockendorf - Gaily, Gaily - Robert Martin و Clem Portman - Marooned - Les Fresholtz و Arthur Piantadosi                                                                                               |
| Best Foreign Language Film | جایزه اسکار بهترین طراحی لباس |
| - زد - الجزایر - اودالن ۳۱ - سوئد - The Battle of Neretva - یوگسلاوی - برادران کارامازوف - اتحاد جماهیر سوسیالیستی شوروی - شب من نزد مود - فرانسه | - یک هزار روز از آن - مارگرت فرس - سلام، دالی! - آیرین شرف - Gaily, Gaily - ری آقایان - Sweet Charity - ادیت هد - مگر آن‌ها اسب‌ها را خلاص نمی‌کنند؟ - Donfeld |
| جایزه اسکار بهترین طراحی صحنه | جایزه اسکار بهترین فیلمبرداری |
| - سلام، دالی! - John DeCuir, Jack Martin Smith, Herman Blumenthal, Walter M. Scott, George James Hopkins, Raphael Bretton - یک هزار روز از آن - Maurice Carter, Lionel Couch, Patrick McLoughlin - Gaily, Gaily - رابرت اف. بویل, George B. Chan, Edward G. Boyle, Carl Biddiscombe - Sweet Charity – Alexander Golitzen, George C. Webb, Jack D. Moore - مگر آن‌ها اسب‌ها را خلاص نمی‌کنند؟ - Harry Horner, Frank McKelvy                             | - بوچ کسیدی و ساندنس کید - کنراد هال - یک هزار روز از آن - آرتور ایبتسون - باب و کارول و تد و آلیس - چارلز لنگ - سلام، دالی! - هری استردلینگ (پس ار مرگش) - Marooned - دانیل ال. فپ |
| جایزه اسکار بهترین تدوین | جایزه اسکار بهترین جلوه‌های تصویری |
| - زد—فرانسواز بونو - سلام، دالی!—ویلیام اچ. رینولدز - کابوی نیمه‌شب—Hugh A. Robertson - راز سانتا ویتوریا—ویلیام لیون, Earle Herdan - مگر آن‌ها اسب‌ها را خلاص نمی‌کنند؟—فردریک استاینکمپ | - Marooned - Robbie Robertson - Krakatoa, East of Java - Eugène Lourié و Alex Weldon |

## فیلم‌های با بیش از یک جایزه یا نامزدی
| These films had multiple nominations: - ۱۰ نامزدی: یک هزار روز از آن - ۹ نامزدی: مگر آن‌ها اسب‌ها را خلاص نمی‌کنند؟ - ۷ نامزدی: سلام، دالی!, کابوی نیمه‌شب و بوچ کسیدی و ساندنس کید - ۵ نامزدی: زد - ۴ نامزدی: باب و کارول و تد و آلیس - ۳ نامزدی: Gaily, Gaily, Marooned و Sweet Charity - ۲ نامزدی: Easy Rider, خداحافظ، آقای چپیس, The Happy Ending, The Prime of Miss Jean Brodie, The Reivers, راز سانتا ویتوریا, The Sterile Cuckoo, True Grit و این گروه خشن | The following films received multiple awards. - ۴ برنده: بوچ کسیدی و ساندنس کید - ۳ برنده: سلام، دالی! و کابوی نیمه‌شب - ۲ برنده: زد |

## جستارهای ویژه
- List of most watched television broadcasts
- بیست و هفتمین مراسم گلدن گلوب
- 1969 in film
- 12th Grammy Awards
- 21st Primetime Emmy Awards
- 22nd Primetime Emmy Awards
- 23rd British Academy Film Awards
- 24th Tony Awards